# Дифенбахија
Дифенбахија (лат. Dieffenbachia) је род тропских цветница из породице козлаца (лат. Araceae) који су познати по изгледу лишћа. Врсте овог рода су у популарне као врста собног биља због своје изузетне толеранције према собној температури. 

## Име
Дифенбахији је име дао Хајнрих Вилхелм Скот, директор Ботаничке баште у Бечу, у част главног баштована Јозефа Дифенбаха (1796—1863). Биљка потиче из Јужне Америке.

## Врсте
Врсте које припадају роду:
1. Dieffenbachia aglaonematifolia Engl.
2. Dieffenbachia antioquensis Linden ex Rafarin
3. Dieffenbachia aurantiaca Engl
4. Dieffenbachia beachiana Croat & Grayum
5. Dieffenbachia bowmannii Carrière
6. Dieffenbachia brittonii Engl.
7. Dieffenbachia burgeri Croat & Grayum
8. Dieffenbachia cannifolia Engl.
9. Dieffenbachia concinna Croat & Grayum
10. Dieffenbachia copensis Croat
11. Dieffenbachia cordata Engl.
12. Dieffenbachia costata Klotzsch ex Schott
13. Dieffenbachia crebripistillata Croat
14. Dieffenbachia daguensis Engl.
15. Dieffenbachia davidsei Croat & Grayum
16. Dieffenbachia duidae (Steyerm.) G.S.Bunting
17. Dieffenbachia elegans A.M.E.Jonker & Jonker
18. Dieffenbachia enderi Engl.
19. Dieffenbachia fortunensis Croat
20. Dieffenbachia fosteri Croat
21. Dieffenbachia fournieri N.E.Br.
22. Dieffenbachia galdamesiae Croat
23. Dieffenbachia gracilis Huber
24. Dieffenbachia grayumiana Croat
25. Dieffenbachia hammelii Croat & Grayum
26. Dieffenbachia herthae Diels
27. Dieffenbachia horichii Croat & Grayum
28. Dieffenbachia humilis Poepp.
29. Dieffenbachia imperialis Linden & André
30. Dieffenbachia isthmia Croat
31. Dieffenbachia killipii Croat
32. Dieffenbachia lancifolia Linden & André
33. Dieffenbachia leopoldii W.Bull
34. Dieffenbachia longispatha Engl. & K.Krause
35. Dieffenbachia lutheri Croat
36. Dieffenbachia macrophylla Poepp.
37. Dieffenbachia meleagris L.Linden & Rodigas
38. Dieffenbachia nitidipetiolata Croat & Grayum
39. Dieffenbachia obliqua Poepp.
40. Dieffenbachia obscurinervia Croat
41. Dieffenbachia oerstedii Schott
42. Dieffenbachia olbia L.Linden & Rodigas
43. Dieffenbachia paludicola N.E.Br. ex Gleason
44. Dieffenbachia panamensis Croat
45. Dieffenbachia parlatorei Linden & André
46. Dieffenbachia parvifolia Engl.
47. Dieffenbachia pittieri Engl. & K.Krause
48. Dieffenbachia seguine (Jacq.) Schott
49. Dieffenbachia shuttleworthiana Regel
50. Dieffenbachia standleyi Croat
51. Dieffenbachia tonduzii Croat & Grayum
52. Dieffenbachia weberbaueri Engl.
53. Dieffenbachia weirii Berk.
54. Dieffenbachia wendlandii Schott
55. Dieffenbachia williamsii Croat
56. Dieffenbachia wurdackii Croat